# Stigmatodactylus javanicus
Stigmatodactylus javanicus là một loài thực vật có hoa trong họ Lan. Loài này được Schltr. & J.J.Sm. miêu tả khoa học đầu tiên năm 1905.